# 2019年の文学
2019年の文学（2019ねんのぶんがく）では、2019年の文学に関する出来事について記述する。
2018年の文学 - 2019年の文学 - 2020年の文学

## できごと
- 1月16日 - 第160回芥川龍之介賞・直木三十五賞（2018年下半期）の選考委員会開催。芥川賞に上田岳弘『ニムロッド』と町屋良平『1R（いちらうんど）1分34秒』、直木賞に真藤順丈『宝島』[1]。

- 4月9日  - 第16回本屋大賞に瀬尾まいこ『そして、バトンは渡された』（文藝春秋）[2]。

- 7月17日 - 第161回芥川龍之介賞・直木三十五賞（2019年上半期）の選考委員会開催。芥川賞に今村夏子『むらさきのスカートの女』、直木賞に大島真寿美『渦　妹背山婦女庭訓』[3]。

## 受賞

### 日本国内
- 第160回（2018年下半期）芥川賞・直木賞（1月16日）[1]
  - 芥川賞 - 上田岳弘『ニムロッド』（群像12月号）、町屋良平『1R1分34秒』（新潮11月号）
  - 直木賞 - 真藤順丈『宝島』（講談社）

- 第161回（2019年上半期）芥川賞・直木賞（7月17日）
  - 芥川賞 - 今村夏子『むらさきのスカートの女』（小説トリッパー春号）
  - 直木賞 - 大島真寿美『渦　妹背山女庭訓　魂結び』（文芸春秋）

- 第16回本屋大賞（第16回）（4月9日） - 瀬尾まいこ『そして、バトンは渡された』（文藝春秋）

## 死去

### 1月 - 3月
- 1月4日 - 横田順彌、佐賀県出身のSF作家。73歳没。
- 1月6日 - 市川慎一、東京府出身のフランス文学者。82歳没[4]。
- 1月12日 - 利沢行夫、栃木県出身のアメリカ文学者。87歳没。
- 1月27日 - 高橋昌男、東京府出身の小説家・文芸評論家。83歳没。
- 1月29日 - 橋本治、東京都出身の小説家。70歳没。
- 2月8日 - 安井侑子、東京府出身のロシア文学者。80歳没。

### 4月 - 6月
- 4月2日 - 鼓直、岡山県出身のラテンアメリカ文学研究者・翻訳家。89歳没。
- 4月14日 - ジーン・ウルフ、米国の作家。87歳没。
- 4月17日 - 小池一夫、秋田県出身の漫画原作者・小説家。82歳没。
- 5月11日 - 阿部牧郎、京都府出身の小説家。85歳没。
- 5月12日 - ユベール・モンテイエ、フランスの小説家。90歳没。
- 5月16日 - 加藤典洋、山形県出身の文芸評論家。71歳没
- 6月3日 - 菊田守、東京市出身の詩人。83歳没。
- 6月6日 - 田辺聖子、大阪市出身の小説家。91歳没。

### 7月 - 9月
- 7月3日 - 李心田、中国の小説家。90歳没。
- 7月19日 - 柴田侑宏、大阪市出身の劇作家・舞台演出家。87歳没。
- 7月29日 - 佐藤雅美、兵庫県出身の小説家。78歳没。
- 8月2日 - 出口保夫、三重県出身の英文学者。89歳没。
- 8月5日 - トニ・モリスン、米国の作家。1993年にノーベル文学賞を受賞した。88歳没。
- 8月25日 - 加納一朗、東京府出身の小説家。91歳没。
- 9月21日 - 伊丹三樹彦、兵庫県出身の俳人。99歳没。

### 10月 - 12月
- 10月12日 - サラ・ダニウス、スウェーデンの文学者。57歳没。
- 10月14日 - ハロルド・ブルーム、米国の文学者。89歳没。
- 10月30日 - バーナード・スレード、カナダ出身の劇作家・脚本家。89歳没。
- 11月3日 - 眉村卓、大阪市出身の小説家。85歳没。
- 12月30日 - M・C・ビートン、イギリスの推理作家。83歳没。
- 12月31日 - 大塚野百合、日本の英文学者。95歳没。